# VdB 69
vdB 69 è una nebulosa a riflessione visibile nella costellazione dell'Unicorno.
Si individua a circa 3° ad ovest della stella γ Monocerotis, una gigante arancione di magnitudine 3,99 ben visibile anche ad occhio nudo; può essere osservata con facilità con un potente telescopio amatoriale, in cui si mostra come una macchia chiara con una stella al centro, posta in gruppo di tre nebulose simili fra loro, di cui occupa la posizione centrale. La responsabile della sua illuminazione è BD-06 1418, una stella azzurra di classe spettrale B2.5V, che conferisce alla nube un colore marcatamente azzurrognolo. Questa stella appartiene all'associazione Monoceros R2, un'associazione OB legata all'omonima nube molecolare, posto a circa 830 parsec (2700 anni luce), il cui centro viene a trovarsi in direzione di questa e delle altre nubi luminose vicine; all'interno di questo complesso nebuloso sono noti dei fenomeni di formazione stellare, come è testimoniato dalla presenza di diverse protostelle facenti parte di un giovane ammasso in formazione, numerosi getti di gas molecolare e discrete sorgenti di radiazione infrarossa e raggi X. Le stelle dell'associazione Mon R2 si sono formate circa 6 milioni di anni fa, quando ha avuto luogo il primo ciclo di formazione stellare che ha interessato la regione; ad innescarla sarebbe stata una superbolla in espansione del diametro di alcune centinaia di parsec.